# エルンスト・ツー・ライニンゲン
エルンスト・レオポルト・ヴィクトル・カール・アウグスト・ヨーゼフ・エミッヒ・ツー・ライニンゲン（Ernst Leopold Victor Carl August Joseph Emich Fürst zu Leiningen, 1830年11月9日 - 1904年4月5日）は、ドイツのシュタンデスヘル。ライニンゲン侯。ヴィクトリア英国女王の甥だった縁でイギリス海軍に入隊し、提督まで昇進した。

## 生涯
ライニンゲン侯カールとその妻の伯爵令嬢マリア・フォン・クレーベルスベルクの間の長男。侯家の属するライニンゲン＝ダークスブルク＝ハルテンブルク家は代々福音派教会の信者だった。叔母のヴィクトリア女王に引き取られて英国宮廷で少年時代を送り、スイスのジュネーヴ大学で高等教育を修めた後、1849年英国海軍に士官候補生として入隊。第二次英緬戦争（1852年）、クリミア戦争（1854年）に従軍する。1855年バルト海・地中海での航行任務に就く。以降は、長くフリゲート艦HMSマジシェンヌ号、王室ヨットヴィクトリア・アンド・アルバートII号の艦長として勤務した。1881年副提督、1887年提督に昇任。1895年英国海軍を退役した。
ウンターフランケン、ヘッセン、バーデン諸地方の大土地所有者の跡取りであり、1856年、父の死と同時にバイエルン参議院、ヘッセン大公国邦議会第1院、バーデン大公国邦議会第1院の議席を受け継いだ。領主としてのエルンストは倹約家で、財政の立て直しに優れた手腕を発揮した。オーデンヴァルトに所有する山林が収益を上げていないことを知ると、新たに山林を開発した。1865年、シュトゥム家に命じて元修道院の一部だったアモールバッハ宮廷教会のパイプオルガンを修復させた。また1867年までに、英国カントリーハウスを模範とするヴァルトライニンゲン城の建設を完了させ、城の周囲には広大な森林公園を整備した。1893年歴史研究のためにライニンゲン侯家文書館（Fürstlich Leiningische Archiv）を設立し、1897年侯家の新しい家憲を制定した。
エルンストは言語習得に長け、欧州の言語7か国語を流暢に話したほか、いくつかの中東の言語も使うことができた。1863年にはギリシャの国王候補の1人に推挙された。1882年にはドイツ帝国海軍の大提督に、1890年には領邦化が検討された帝国領エルザス＝ロートリンゲンの公国元首に推挙されたが、いずれも実現していない。後者の2つはあまりにも現実離れした提案で実際に就任できる可能性はきわめて薄く、本人も魅力を感じず応じることもなかった。

## 家族

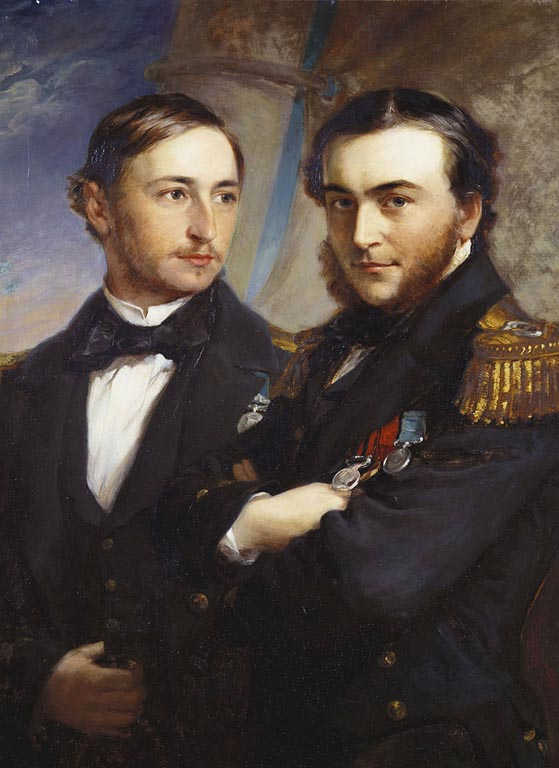
ライニンゲン侯エルンスト（右）と3歳年下の従弟ホーエンローエ＝ランゲンブルク侯子ヴィクトル。フレデリック・リチャード・セイ画

1858年9月11日カールスルーエにて、バーデン大公レオポルトの次女マリーと結婚し、1男1女をもうけた。
- アルベルタ（1863年 - 1901年）
- エミッヒ（1866年 - 1939年） - ライニンゲン侯

## 栄典
- 1863年 バス勲章文民ナイト・コマンダー[6]
- 1866年 バス勲章文民ナイト・グランド・クロス[7]
- 1887年 名誉バス勲章軍人ナイト・グランド・クロス[8]、同年中に（正規の）軍人ナイト・グランド・クロス[9][10]
- 1898年 ロイヤル・ヴィクトリア勲章ナイト・グランド・クロス[11]

## 引用
1. ↑  Fürstenfolge des Hauses Leiningen
2. ↑  William Loney RN
3. ↑  "No. 25721". The London Gazette (英語). 15 July 1887. p. 3852.
4. ↑  "No. 26679". The London Gazette (英語). 12 November 1895. p. 6099.
5. ↑  Sendung des SWR über die Orgelbauerfamilie Stumm
6. ↑  "No. 22761". The London Gazette (英語). 11 August 1863. p. 3995.
7. ↑  "No. 23064". The London Gazette (英語). 30 January 1866. p. 511.
8. ↑  "No. 25717". The London Gazette (英語). 1 July 1887. p. 3561.
9. ↑  "No. 25742". The London Gazette (英語). 27 September 1887. p. 5263.
10. ↑  "No. 25745". The London Gazette (英語). 7 October 1887. p. 5435.
11. ↑  "No. 27007". The London Gazette (英語). 23 September 1898. p. 5599.